# Ōgoe diamond
Ōgoe diamond (大声ダイヤモンド?, Ōgoe daiyamondo, lett. "Diamante fragoroso") è il decimo singolo major (dodicesimo in assoluto) del gruppo di idol giapponesi AKB48, pubblicato dalla You! Be Cool/King Records il 22 ottobre 2008. Il singolo è arrivato alla terza posizione della classifica dei singoli più venduti della settimana Oricon.

## Tracce
CD singolo
1. Ōgoe diamond (大声ダイヤモンド)
2. 109 (Marukyū) (109（マルキュー）)
3. Ōgoe diamond / Team A
4. Ōgoe diamond / Team B

Durata totale: 16:21

## Formazione
All'incisione della title track hanno partecipato venti membri facenti parte dei Team A, K, B e S:
Team A
- Tomomi Itano
- Nozomi Kawasaki
- Rie Kitahara
- Haruna Kojima
- Atsuko Maeda
- Miho Miyazaki
- Minami Minegishi
- Mai Ōshima
- Yukari Satō
- Mariko Shinoda
- Minami Takahashi

Team K
- Sayaka Akimoto
- Tomomi Kasai
- Sae Miyazawa
- Erena Ono
- Yūko Ōshima

Team B
- Yuki Kashiwagi
- Rino Sashihara
- Mayu Watanabe

Team S
- Jurina Matsui (center)

All'incisione dei vari lati B hanno partecipato i seguenti membri:
109 (Marukyū)
- Atsuko Maeda (center)
- Sayaka Akimoto
- Tomomi Itano
- Tomomi Kasai
- Yuki Kashiwagi
- Nozomi Kawasaki
- Rie Kiatahara
- Haruna Kojima
- Jurina Matsui
- Miho Miyazaki
- Minami Minegishi
- Sae Miyazawa
- Erena Ono
- Mai Ōshima
- Yūko Ōshima
- Rino Sashihara
- Yukari Satō
- Mariko Shinoda
- Minami Takahashi
- Mayu Watanabe

Ōgoe diamond (Team A)
- Atsuko Maeda (center)
- Reina Fujie
- Tomomi Itano
- Nozomi Kawasaki
- Rie Kitahara
- Haruna Kojima
- Hitomi Komatani
- Minami Minegishi
- Miho Miyazaki
- Rina Nakanishi
- Risa Narita
- Tomomi Ōe
- Mai Ōshima
- Amina Satō
- Mariko Shinoda
- Minami Takahashi
- Hana Tojima

Ōgoe diamond (Team B)
- Natsumi Hirajima
- Naru Inoue
- Yuki Kashiwagi
- Haruka Katayama
- Yuki Matsuoka
- Haruka Nakagawa
- Sayaka Nakaya
- Moeno Nitō
- Reina Noguchi
- Aika Ōta
- Mika Saeki
- Miki Saotome
- Rino Sashihara
- Miku Tanabe
- Kazumi Urano
- Mayu Watanabe
- Rumi Yonezawa

Ōgoe diamond (Team K)
- Sayaka Akimoto
- Kaoru Hayano
- Tomomi Kasai
- Kana Kobayashi
- Asuka Kuramochi
- Yuka Masuda
- Natsumi Matsubara
- Sae Miyazawa
- Risa Naruse
- Kayo Noro
- Megumi Ohori
- Erena Ono
- Manami Oku
- Yūko Ōshima
- Natski Satō
- Ayaka Umeda

Ōgoe diamond (Team Kenkyūsei)
- Yuka Arima
- Rina Chikano
- Arisa Hatayama
- Sara Fujimoto
- Haruka Ishida
- Haruka Kohara
- Satomi Muranaka
- Chisato Nakata
- Tomomi Nakatsuka
- Misato Nonaka
- Shizuka Ōya
- Nae Suzuki
- Aki Takajō
- Mayu Tomita
- Mayumi Uchida
- Akane Uriya

Ōgoe diamond (Team S)
- Aki Deguchi
- Honami Inagaki
- Kanako Hiramatsu
- Rikako Hirata
- Mizuki Kuwabara
- Aika Maekawa
- Jurina Matsui
- Rena Matsui
- Yui Matsushita
- Sayuki Mori
- Yuka Nakanishi
- Haruka Ono
- Kiharu Ozeki
- Masana Ōya
- Mieko Satō
- Seira Satō
- Aiko Shibaki
- Rina Shinkai
- Kirara Suzuki
- Shiori Takada
- Tsukina Takai
- Moe Yamashita

## Classifiche
| Classifica (2009)            | Posizione più alta |
| ---------------------------- | ------------------ |
| Giappone (Billboard Hot 100) | 13                 |
| Giappone (Oricon)            | 3                  |